# Rainer Jon Fritzsche
Rainer Jon Fritzsche, auch Rainer Yón Fritzsche (* 11. Januar 1944 in Budapest), ist ein ungarisch-deutscher ehemaliger Theaterregisseur. Er ist ein Sohn der ungarischen Schriftstellerin Ágnes Mária Csiky und des Wirtschaftsjournalisten und ehemaligen Bankdirektors Rolf Fritzsche.

## Schule, Studium
Aufgewachsen in Bonn, wo er auf der Friedrich Soennecken Schule und dem Beethoven-Gymnasium zur Schule ging und in Innsbruck, Österreich, wo er im Sommer 1963 auf dem Ungarischen Realgymnasium seine Matura machte. Es folgten Studien der Theaterwissenschaften, Philosophie und Germanistik an der Universität Bonn, der Universität Köln und dem Theaterwissenschaftlichen Institut Budapest. Die Dissertation über „Das politische Theater in Ungarn nach 1956“ folgte 1970, sein Doktorvater war Professor Rolf Badenhausen.

## Regiearbeiten
Regieassistent bei David Esrig (Schauspiel Köln) und am Theater der Bundesstadt Bonn, Intendant Hans-Joachim Heyse (1929–2013). Erste eigene Regiearbeiten am Theater im Bonn-Center mit Martin Walsers „Ein Kinderspiel“. Gastinszenierungen (u. a. am Burgtheater Dinslaken). Ab 1973 bis 1975 jüngster Künstlerischer Leiter am THEATER COOM in Köln, das mit Fritzsche's Inszenierung der deutschen Erstaufführung von Martin Walsers „Aus dem Wortschatz unserer Kämpfe“ eröffnet wurde. Hauptrollen spielten hier Jutta Graeb (1949–1989) und Wolfgang Müller.
Jutta Graeb wurde nicht nur Lebensgefährtin des Regisseurs Rainer Jon Fritzsche, sie gestaltete auch häufig Charakter-Hauptrollen in Inszenierungen des THEATER COOM, bekam schließlich den 1. Preis als beste Darstellerin mit ihrer Gestaltung in Samuel Becketts „Nicht Ich“ in der Regie von Fritzsche beim Kleintheater-Treffen 1976 in Bergisch Gladbach. Danach wurde das Radio (Bayerischer Rundfunk, WDR, Südwestfunk und andere) auf diese COOM-Schauspielerin aufmerksam. In vielen Hörspielen arbeitete sie mit dem Hörspielregisseur Heinz von Cramer zusammen.
Es folgten Internationale Theaterfestspiele in Bregenz, Bern, Bergisch Gladbach und im Steirischen Herbst in Graz/Österreich.
Ab 1979 war Rainer Jon Fritzsche als Freier Regisseur tätig. Das einzige Schauspiel der 1. Landes-Kunst-Wochen wurde hier 1979 in der Regie von Fritzsche gespielt: „Ausflug mit Damen“, Komödie von Friedrich Michael.
1983 wurde er als Intendant und Oberspielleiter an das neugegründete FORUM-Theater nach Darmstadt berufen, das er zwei Spielzeiten lang prägte, um dann als Dozent für Fragen des Theaters und schriftstellerisch tätig zu werden. Als kurz danach seine Lebensgefährtin Jutta Graeb schwer erkrankte und 1989 verstarb, beschloss Fritzsche, nicht mehr im Theaterbereich tätig zu werden.
Seit 2007 lebt der Künstler Rainer Jon Fritzsche auf der Canaren-Insel La Palma. Sein Bruder Bence Fritzsche ist ein deutscher Journalist und Chefredakteur der Künstler-Monatsschrift „Atelier“.